# گلوخاویتسا
گلوخاویتسا (به صربی: Gluhavica) یک روستا در صربستان است که در توتین، صربستان واقع شده‌است. گلوخاویتسا ۲۶۵ نفر جمعیت دارد.